# Прохазка, Иржи (спортсмен)
Иржи Прохазка (чеш. Jiří Procházka, род. 14 октября 1992, Зноймо) — чешский боец смешанных боевых искусств. Бывший чемпион японской организации Rizin Fighting Federation в полутяжёлом весе, бывший чемпион UFC в полутяжёлом весе. Среди достижений — завоевание титула GCF в 2013 году. Тренируется в клубе Jetsaam Gym Брно под руководством тренера Мартина Караиванова и Ярослава Говезака. Занимает 2 строчку официального рейтинга  UFC в полутяжёлом весе.

## Карьера в ММА
В начале своей карьеры он начинал с тайского бокса (муай-тай), в котором выиграл титул в своей весовой категории в 2011 году на национальном чемпионате, организованном Чешской ассоциацией муай-тай. Однако затем переключился на ММА. Профессиональный дебют состоялся в 2012 году против Станислава Футера, которого он победил в первом раунде. С тех пор в большинстве боёв одерживал победы и стал полутяжеловесом номер один в Чехии.
29 декабря 2015 года Прохазка подписал договор с японской организацией Rizin Fighting Federation. В первом бою он встретился с Сатоси Исии. Бой закончился на первой минуте ударом в голову от Прохазки.
Второй матч Прохазки в Rizin состоялся 31 декабря против российского бойца Вадима Немкова. Бой начался агрессивно и проходил как в партере, так и в стойке. После 10 минут изматывающей борьбы, угол Немкова отказался от продолжения боя, и Прохазка снова одержал победу.
В следующем бою Прохазка проигрывает бой нокаутом Мухаммеду Лавалю. Затем он встретился с Кадзуюки Фудзитой в первом туре по турниру Risin FF. Победа нокаутом в первом раунде. Бой с Марком Таниосом Прохазка выигрывал по очкам, несмотря на то, что на второй минуте матча повредил ногу.
Затем последовал матч с Вилианом Роберто Алвесом в рамках организации Fusion FN (возвращение после травмы), а затем снова бой в японской организации. В первом раунде Прохазка победил Карла Альбректссона и Бруно Энрике Каппелоцца.
Бой с Джейком Хьюном (по прозвищу «Медвежонок») также завершился в первом раунде. Изначально матч был перенесен из-за землетрясения в японском городе Сайтама.
В традиционном новогоднем турнире RIZIN 14 Прохазка должен был встретиться с Эмануэлем Ньютоном. Однако был травмирован. В конечном итоге Прохазка столкнулся с не менее сильным соперником, Брэндоном Холси. Вначале Холзи несколько раз сбил Иржи с ног, но он не смог закончить бой, хотя был очень близок. На 6:30 минуте Прохазка закончил бой техническим нокаутом. В послематчевом интервью он сказал, что хотел бы побороться за титул Rizin.
21 апреля 2019 наконец получил шанс на титул, на арене Иокогама с Мухаммедом «Кинг Мо» Лавалем за титул полутяжелого веса, который он выиграл в третьем раунде техническим нокаутом. Таким образом, он стал первым в истории чемпионом в полутяжелом весе Rizin F.F.
12 октября 2019 года Прохазка встретился с Фабио Мальдонадо. Этот бой проходил в весе до 100 килограммов и не был титульным. Прохазке удалось завершить матч менее чем за 2 минуты первого раунда.
Последний бой в Rizin состоялся с Си Би Доллауэйем на новогоднем турнире Rizin 20. Прохазка смог нокаутировать Доллауэя менее чем за две минуты и защитил титул. После этого боя его контракт с Rizin Fighting Federation истек.
16 января 2020 года Иржи Прохазка объявил о подписании контракта с UFC с целью побороться за чемпионский титул данной организации. Он стал пятым чехом (после Карлоса Вемола, Виктора Пешта, Люсии Пудиловой и Давида Дворжака), выступающим в UFC.
11 июля 2020 года Иржи Прохазка провел свой первый поединок в UFC, встретившись с Волканом Оздемиром, который занимал 7-е место в мировом рейтинге среди бойцов полутяжёлого веса. На 49 секунде второго раунда Прохазка нокаутировал Оздемира и одержал первую победу в UFC. Кроме того, за своё выступление он получил бонус за лучший бой вечера в размере 50 000 долларов. Благодаря этой победе он переместился на 8-е место в мировом рейтинге полутяжеловесов и тем самым подтвердил позицию лучшего на данный момент чешского бойца ММА.
2 мая 2021 года провёл поединок в UFC против Доминика Рейеса, занимавшего 3-е место в мировом рейтинге среди бойцов полутяжёлого веса. В конце второго раунда Прохазка мощным локтем с разворота отправил Рейеса в нокаут, это был третий случай финиша в UFC подобным нокаутом.

## Звания и достижения
- Ultimate Fighting Championship
  - Чемпион UFC в полутяжёлом весе (один раз)[3][4]
  - Обладатель премии «Бой вечера» (один раз) против Гловера Тейшейры
  -  Обладатель премии «Выступление вечера» (два раза)противДоминика Рейеса и Волкана Оздемира
  - Обладатель премии «Бой года» (один раз) против Гловера Тейшейры

### Тайский бокс
Чемпион Чехии 2010/2011.

### Смешанные боевые искусства
В 2013 году выиграл титул чемпиона Gladiator Championship Fighting в полутяжелом весе.
В 2019 году выиграл титул Rizin Fighting Federation в полутяжелом весе.
В 2022 году выиграл титул Ultimate Fighting Championship в полутяжелом весе.

## Статистика в ММА
| Боёв 37  | Побед 31 | Поражений 5 |
| -------- | -------- | ----------- |
| Нокаутом | 27       | 4           |
| Сдачей   | 3        | 1           |
| Решением | 1        | 0           |
| Ничьи    | 1        | 1           |

| Результат | Рекорд | Соперник                | Способ                               | Турнир                               | Дата             | Раунд | Время | Место                      | Примечание                                                                              |
| --------- | ------ | ----------------------- | ------------------------------------ | ------------------------------------ | ---------------- | ----- | ----- | -------------------------- | --------------------------------------------------------------------------------------- |
| Победа    | 31-5-1 | Джамаал Хилл            | TKO (удары)                          | UFC 311                              | 18 января 2025   | 3     | 3:01  | Инглвуд, Лос-Анджелес, США | «Выступление вечера» (4)                                                                |
| Поражение | 30-5-1 | Алекс Перейра           | КО (удар ногой в голову и добивание) | UFC 303                              | 29 июня 2024     | 2     | 0:13  | Лас-Вегас, США             | Бой за титул чемпиона UFC в полутяжёлом весе.                                           |
| Победа    | 30-4-1 | Александр Ракич         | TKO (удары)                          | UFC 300                              | 13 апреля 2024   | 2     | 3:17  | Лас-Вегас, США             | «Выступление вечера» (3)                                                                |
| Поражение | 29-4-1 | Алекс Перейра           | ТКО (удары руками)                   | UFC 295                              | 11 ноября 2023   | 2     | 4:08  | Нью-Йорк, США              | Бой за вакантный титул чемпиона UFC в полутяжёлом весе.                                 |
| Победа    | 29-3-1 | Гловер Тейшейра         | Удушающий приём (сзади)              | UFC 275                              | 11 июня 2022     | 5     | 4:32  | Каланг, Сингапур           | Завоевал титул чемпиона UFC в полутяжёлом весе. «Лучший бой вечера» (2); «Бой года» (1) |
| Победа    | 28-3-1 | Доминик Рейес           | КО (удар локтем с разворота)         | UFC on ESPN: Рейес vs. Прохазка      | 1 мая 2021       | 2     | 4:29  | Лас-Вегас, США             | «Лучший бой вечера» (1); «Выступление вечера» (2)                                       |
| Победа    | 27-3-1 | Волкан Оздемир          | КО (удар)                            | UFC 251                              | 11 июля 2020     | 2     | 0:49  | Абу-Даби, ОАЭ              | Дебют в UFC; «Выступление вечера» (1)                                                   |
| Победа    | 26-3-1 | Си Би Долловэй          | КО (удары)                           | Rizin 20                             | 31 декабря 2019  | 1     | 1:55  | Сайтама, Япония            | Защитил (1) титул чемпиона Rizin в полутяжёлом весе                                     |
| Победа    | 25-3-1 | Фабио Мальдонадо        | КО (удары)                           | Rizin 19                             | 12 октября 2019  | 1     | 1:49  | Осака, Япония              | Бой проходил в весовой категории до 100 кг.                                             |
| Победа    | 24-3-1 | Мухаммед Лаваль         | TKO (удары руками)                   | Rizin 15                             | 21 апреля 2019   | 3     | 3:02  | Иокогама, Япония           | Завоевал титул чемпиона Rizin в полутяжёлом весе                                        |
| Победа    | 23-3-1 | Брэндон Холси           | TKO (удары руками)                   | Rizin 14                             | 31 декабря 2018  | 1     | 6:30  | Сайтама, Япония            |                                                                                         |
| Победа    | 22-3-1 | Джейк Хьюн              | TKO (удары руками)                   | Rizin 13                             | 30 сентября 2018 | 1     | 4:29  | Сайтама, Япония            |                                                                                         |
| Победа    | 21-3-1 | Бруно Энрике Каппелоцца | КО (удары)                           | Rizin 11                             | 28 июля 2018     | 1     | 1:23  | Сайтама, Япония            |                                                                                         |
| Победа    | 20-3-1 | Карл Альбректссон       | TKO (удары руками)                   | Rizin World Grand Prix 2017: 2-й тур | 29 декабря 2017  | 1     | 9:57  | Сайтама, Япония            |                                                                                         |
| Победа    | 19-3-1 | Вилиан Роберто Алвес    | TKO (удары руками)                   | Fusion FN 16: Бой в клетке           | 29 сентября 2017 | 1     | 3:41  | Брно, Чехия                |                                                                                         |
| Победа    | 18-3-1 | Марк Таниос             | Единогласное решение                 | Rizin World Grand Prix 2016: 1-й тур | 25 сентября 2016 | 2     | 5:00  | Сайтама, Япония            |                                                                                         |
| Победа    | 17-3-1 | Кадзуюки Фудзита        | КО (удар)                            | Rizin 1                              | 17 апреля 2016   | 1     | 3:18  | Нагоя, Япония              |                                                                                         |
| Поражение | 16-3-1 | Мухаммед Лаваль         | КО (удар)                            | Rizin World Grand Prix 2015          | 31 декабря 2015  | 1     | 5:09  | Сайтама, Япония            |                                                                                         |
| Победа    | 16-2-1 | Вадим Немков            | ТКО (отказ от продолжения боя)       | Rizin World Grand Prix 2015          | 31 декабря 2015  | 1     | 10:00 | Сайтама, Япония            |                                                                                         |
| Победа    | 15-2-1 | Сатоси Исии             | КО (удар ногой и коленом в голову)   | Rizin World Grand Prix 2015          | 29 декабря 2015  | 1     | 1:36  | Сайтама, Япония            |                                                                                         |
| Победа    | 14-2-1 | Евгений Кондратов       | КО (удар)                            | ProFC 59: Курская битва 3            | 21 ноября 2015   | 1     | 4:23  | Курск, Россия              |                                                                                         |
| Победа    | 13-2-1 | Михал Фиялка            | TKO (остановка углом)                | GCF 31: Cage Fight 6                 | 22 мая 2015      | 1     | 5:00  | Брно, Чехия                |                                                                                         |
| Победа    | 12-2-1 | Рокас Стамбраускас      | TKO (остановка углом)                | Вызов GCF: Снова в битве 4           | 27 марта 2015    | 1     | 5:00  | Пршибрам, Чехия            |                                                                                         |
| Ничья     | 11-2-1 | Михаил Мохнаткин        | Решение большинства                  | Fight Nights — Battle of Moscow 18   | 20 декабря 2014  | 3     | 5:00  | Москва, Россия             |                                                                                         |
| Победа    | 11-2   | Дарко Стошич            | TKO (удары)                          | Вызов GCF: Cage Fight 5              | 14 ноября 2014   | 1     | N/A   | Брно, Чехия                |                                                                                         |
| Победа    | 10-2   | Томаш Пенз              | KO (удар)                            | GCF 28: Cage Fight 4                 | 6 июня 2014      | 1     | 0:48  | Брно, Чехия                |                                                                                         |
| Победа    | 9-2    | Виктор Богуцкий         | Сдача (удушение сзади)               | GCF 27: Дорога к клетке              | 21 марта 2014    | 1     | 2:17  | Прага, Чехия               |                                                                                         |
| Победа    | 8-2    | Мартин Шолц             | КО (колено)                          | GCF 26: Ночь битвы                   | 7 декабря 2013   | 3     | 0:00  | Прага, Чехия               | Завоевал титул чемпиона GCF в полутяжелом весе.                                         |
| Победа    | 7-2    | Оливер Доринг           | TKO (удары руками)                   | Качай клетку 4                       | 12 октября 2013  | 1     | 0:00  | Грайфсвальд, Германия      |                                                                                         |
| Поражение | 6-2    | Абдул-Керим Эдилов      | Сдача (удушение сзади)               | Fight Nights: Битва за Москву 12     | 20 июня 2013     | 1     | 1:56  | Москва, Россия             |                                                                                         |
| Победа    | 6-1    | Радован Эстоцин         | КО (колено и удары руками)           | GCF 23: MMA Cage Fight 2             | 10 мая 2013      | 1     | 0:26  | Брно, Чехия                |                                                                                         |
| Победа    | 5-1    | Йозеф Жак               | TKO (удары руками)                   | GCF 19: Снова в битве 2              | 15 февраля 2013  | 1     | 0:00  | Пршибрам, Чехия            |                                                                                         |
| Поражение | 4-1    | Боян Величкович         | TKO (удары руками)                   | Supreme Fighting Championship 1      | 9 декабря 2012   | 1     | 0:00  | Белград, Сербия            |                                                                                         |
| Победа    | 4-0    | Страхинья Денич         | Сдача (треугольник)                  | Ring Fight                           | 15 ноября 2012   | 1     | 0:00  | Брно, Чехия                |                                                                                         |
| Победа    | 3-0    | Мартин Ваниш            | TKO (удары руками)                   | GCF 17: Большая клетка Острава 2     | 20 октября 2012  | 1     | 2:48  | Острава, Чехия             |                                                                                         |
| Победа    | 2-0    | Владимир Эйс            | КО (колено)                          | GCF 15: Justfight Challenger         | 24 августа 2012  | 1     | 1:02  | Карловы Вары, Чехия        |                                                                                         |
| Победа    | 1-0    | Станислав Футера        | КО (удар)                            | GCF 10: Битва в клетке               | 7 апреля 2012    | 1     | 0:53  | Млада-Болеслав, Чехия      |                                                                                         |